# Польський національний комітет (1914–1917)
Польський національний комітет (ПНК) — політичне представництво правих партій російського поділу, що виступали за вирішення польського питання на основі Росії, діяло в 1914—1917 роках у Варшаві та Петрограді.
Була заснована 25 листопада 1914 року у Варшаві. Хоча йому вдалося зібрати лише Національно-демократичну партію та Партію реальної політики та групу симпатизуючих їм безпартійних політиків, він вважав себе єдиним представником польського суспільства щодо Росії та її союзників. Головним ворогом польської справи ПНК вважала Німецьку імперію та її союзників. Він вважав, що результатом триваючої Першої світової війни стане об'єднання польських земель під владою Романових, які нададуть їм автономію за прокламацією, виданою 14 серпня 1914 р. Головнокомандуючим Російська армія, великий князь Микола Миколайович. У листівці від 25 листопада 1914 р. про створення Комітету зазначалося: «Поразка Німеччини в цій боротьбі є наша перемога. На наше ставлення Росія відповіла (…) зверненням, яке сповіщало про здійснення наших найсвятіших бажань, об'єднання розірваного тіла нації, її існування і вільний розвиток». Політики ПНК не уточнювали ані обсягу цієї автономії, ані територіального охоплення планованої держави. Комітет взяв політичний патронат над Пулавським легіоном, який формувався для боротьби проти Центральних держав у складі російської армії. Варшавський комітет рішуче боровся як проти Верховного національного комітету в Кракові, так і проти польських легіонів, які воювали проти Росії разом з Австро-Угорщиною.
Головою Польського Національного Комітету був реаліст Зигмунт Велопольський, а президентом його Виконавчого Комітету Національних Демократів Роман Дмовський. Членами КНП були: Зигмунт Балицький, Стефан Бонзинський, Станіслав Чекановський, Северин Четвертинський, Генрик Дембінський, священик Марцелі Годлевський, Єжи Ґосціцький , Владислав Грабський, Ян Гарусевич, Віктор Яронський, Валенти Камоцький, Чеслав Карпінський, Станіслав Лесьньовський, Здзіслав Любомирський, Маріан Лютославський, Юзеф Наконечний, Францішек Новодворський, Константи Броель-Платер, Мацей Радзивілл, Ян Рудницький, Ян Стецький, Ігнацій Шебеко, Юзеф Веловейський, Станіслав Войцеховський, Маврицій Замойський.
Перед окупацією Варшави в серпні 1915 німецькими військами провідні діячі Польського національного комітету виїхали до Росії, продовжуючи політичну діяльність у Петрограді. До КНП приєдналися: Северин Четвертинський, Владислав Грабський, Єжи Ґосціцький, Ян Харусевич, Віктор Яроньський, Чеслав Карпінський, Станіслав Лесьньовський, Мар'ян Лютославський, Францішек Новодворський, Мацей Радзивілл, Антоні Садзевіч, Владислав Собанський, Іґнаця Себеко, Зиґмунда Вепольського, Станіслава Войцеховського та тих, хто в той час перебував на заході: Романа Дмовського, Костянтина Платера та Мавриція Замойського. Польські депутати Державної думи Російської імперії від Литви та Білорусі таємно діяли в Польському національному комітеті як т. зв. госпіталісти. Це були: Олександр Мейштович, Фелікс Рачковський, Костянтин Скірмунт, Станіслав Лопацінський, граф Вавжинець Путткамер, священик. Станіслав Мацеєвич, Вітольд Баньковський . Редактори: Зиґмунт Василевський та Богдан Васютинський також були гостями.
У серпні 1917 року Польський національний комітет став основою Польської ради міжпартійного союзу.